# Université aux Pays-Bas
Cet article présente une liste des universités aux Pays-Bas, classés par province.
Un autre type d'éducation tertiaire aux Pays-Bas est la « haute école » (traduction directe du néerlandais : hogeschool) le plus souvent traduit en université des sciences appliquées et parfois plus ambigument abrégé en « université ». La traduction directe est équivalent à l'anglais « high school » et l'allemand « Hochschule », mais c'est davantage une polytechnique ou une école technique qui peut décerner des baccalauréats équivalents à ceux du système nord-américain.

## Brabant-Septentrional
Universités
- Université technique d'Eindhoven (Technische Universiteit Eindhoven: Eindhoven)
- Université de Tilbourg (Universiteit van Tilburg, anciennement Katholieke Universiteit Brabant: Tilbourg)

Hautes écoles
- Avans université des sciences appliquées (Avans Hogeschool: Bois-le-Duc/Tilbourg/Bréda/Etten-Leur)
- Bréda university des sciences appliquées (Breda University of Applied Sciences: Bréda)
- Design Academy Eindhoven (Eindhoven)
- Fontys université des sciences appliquées (Fontys Hogeschool: Eindhoven, Berg-op-Zoom, Helmont, Bois-le-Duc, Tilbourg)
- HAS académie vert (HAS green academy: Bois-le-Duc)
- Université des sciences appliquées De Kempel (Hogeschool de Kempel: Helmont)

## Drenthe
Hautes écoles
- Université des sciences appliquées NHL Stenden (nl) (NHL Stenden Hogeschool: Assen, Emmen, Meppel)

## Flevoland
Hautes écoles
- Aeres université des sciences appliquées (Aeres Hogeschool: Dronten, Almere)
- Windesheim Flevoland (nl) (Almere)

## Frise
Hautes écoles
- Université des sciences appliquées NHL Stenden (nl) (NHL Stenden Hogeschool: Leeuwarden, Terschelling)
- Université des sciences appliquées Van Hall Larenstein (Hogeschool Van Hall Larenstein: Leeuwarden)
  - Institut Van Hall (Leeuwarden)

## Groningue
Universités
- Université de Groningue (Rijksuniversiteit Groningen: Groningue)

Hautes écoles
- Hanze université des sciences appliquées (Hanzehogeschool Groningen: Groningue)
- Université des sciences appliquées NHL Stenden (nl) (NHL Stenden Hogeschool: Groningue)

## Gueldre
Universités
- Université Radboud de Nimègue (Radboud Universiteit Nijmegen: Nimègue)
- Université de Wageningue (Wageningen University & Research: Wageningue)

Hautes écoles
- Aeres université des sciences appliquées (Aeres Hogeschool: Wageningue)
- ArtEZ université des arts (ArtEZ University of the Arts: Arnhem)
- Fontys université des sciences appliquées (Fontys Hogeschool: Nimègue)
- HAN université des sciences appliquées (HAN University of Applied Sciences: Arnhem, Nimègue)
- Iselinge université des sciences appliquées (Iselinge Hogeschool: Doetinchem)
- Saxion (Apeldoorn)
- Université chrétienne des sciences appliquées d'Ede (Christelijke Hogeschool Ede: Ede)
- Université des sciences appliquées Van Hall Larenstein (Hogeschool Van Hall Larenstein: Velp)

## Hollande-Méridionale
Universités
- Académie de droit international de La Haye, La Haye
- Université Érasme de Rotterdam (Erasmus Universiteit Rotterdam, Rotterdam)
  - Centre médical Érasme (Erasmus Medisch Centrum)
- Université de Leyde (Universiteit Leiden, Leyde)
- Université technique de Delft (TU Delft - Technische Universiteit Delft, Delft)

Hautes écoles
- Codarts (Rotterdam)
- Driestar université des sciences appliquées (Driestar hogeschool: Gouda)
- Hotelschool The Hague (La Haye)
- Université des arts de La Haye (Hogeschool der Kunsten: La Haye)
  - Académie royale des beaux-arts de La Haye (Koninklijke Academie van Beeldende Kunsten: La Haye)
  - Conservatoire royal de La Haye (Koninklijke Conservatiorium: La Haye)
- Université des sciences appliquées de La Haye (Haagse Hogeschool: La Haye)
- Université des sciences appliquées de Leyde (Hogeschool Leiden: Leyde)
- Université des sciences appliquées de Rotterdam (Hogeschool Rotterdam: Rotterdam)
- Université des sciences appliquées Inholland (Hogeschool Inholland: Delft, La Haye, Rotterdam)

## Hollande-Septentrionale
Universités
- Université d'Amsterdam (Universiteit van Amsterdam, Amsterdam)
- Université libre d'Amsterdam (Vrije Universiteit, Amsterdam)

Hautes écoles
- Académie Gerrit Rietveld (Gerrit Rietveld Academie: Amsterdam)
- Université des arts d'Amsterdam (Amsterdamse Hogeschool voor de Kunsten: Amsterdam)
- Université des sciences appliquées IPABO (Hogeschool IPABO: Alkmaar, Amsterdam)
- Université des sciences appliquées d'Amsterdam (Hogeschool van Amsterdam: Amsterdam)
- Université des sciences appliquées Inholland (Hogeschool Inholland: Alkmaar, Amsterdam, Diemen, Haarlem)

## Limbourg
Universités
- Université ouverte des Pays-Bas (Open Universiteit Nederland, Heerlen)
- Université de Maastricht (Universiteit Maastricht, Maastricht)
  - Université transnationale du Limbourg (Maastricht)
  - University College Maastricht (Maestricht)

Hautes écoles
- Fontys université des sciences appliquées (Fontys Hogeschool: Sittard, Venlo)
- HAS académie vert (HAS green academy: Venlo)
- Zuyd (Heerlen, Maastricht, Sittard)

## Overijssel
Universités
- Université de Twente (Universiteit Twente, Enschede)

Hautes écoles
- ArtEZ université des arts (ArtEZ University of the Arts: Enschede, Zwolle)
- Saxion (Enschede, Deventer)

- Université des sciences appliqueés KPZ (Hogeschool KPZ: Zwolle)
- Université des sciences appliqueés Viaa (Hogeschool Viaa: Zwolle)
- Université des sciences appliqueés Windesheim (Hogeschool Windesheim: Zwolle)

## Utrecht
Universités
- Université de Nyenrode (Nyenrode Business Universiteit, Breukelen)
- Université d'Utrecht (Universiteit Utrecht, Utrecht) qui inclut deux collèges internationaux :
  - Académie Roosevelt (Roosevelt Academie)
  - University College Utrecht

Hautes écoles
- Fontys université des sciences appliquées (Fontys Hogeschool: Utrecht)
- Marnix Académie (Marnix Academie: Utrecht)
- Université des arts Utrecht (Hogeschool voor de Kunsten Utrecht: Utrecht)
- Université des sciences appliquées d'Utrecht (Hogeschool Utrecht: Utrecht, Amersfoort)

## Zélande
Universités
- Académie Roosevelt (Roosevelt Academie: Middelbourg) fait partie de l'Université d'Utrecht

Hautes écoles
- HZ université des sciences appliquées (HZ university of applied sciences: Flessingue, Middelbourg)

## Pays-Bas caribéens
- Saba University School of Medicine (The Bottom, Saba, 1986)
- All Saints University of Medicine (Oranjestad, Aruba, 2004)
- Xavier University School of Medicine (XUSOM) (Oranjestad, Aruba, 2005)
- Université d'Aruba (1988)
- Université de Curaçao (nl) (Willemstad, Curaçao, 1979)

## Autres

### Anciennes universités
- Université de Harderwijk (Universiteit van Harderwijk, Harderwijk)
- Université de Franeker (Universiteit van Franeker, Franeker)